# Тараса Шевченка (станція метро)
50°28′23″ пн. ш. 30°30′18″ сх. д. / 50.47306° пн. ш. 30.50500° сх. д.
«Тара́са Шевче́нка» — 19-та станція Київського метрополітену. Розташована на Оболонсько-Теремківській лінії між станціями «Почайна» та «Контрактова площа». Відкрита 19 грудня 1980 року. 
Названа на честь Тараса Шевченка.

## Опис
Конструкція станції — колонна трипрогінна мілкого закладення з острівною платформою. Відстань між колонами збільшена — 6 метрів замість 4-х.
Колійний розвиток: станція без колійного розвитку.
Дизайнери зробили спробу внести в інтер'єр станції елементи українського колориту, зокрема, стрічка з зображенням гілочок калини поверх колійних стін, і барельєф Кобзаря на червоно-блакитному тлі торцевої стіни центрального залу в орнаменті з таких же гілочок. Колони розширені у створі з балкою, яка, як і колони, облицьована сірим мармуром. Освітлення — скляні бра на колонах з боку посадки і групи скляних світильників на стелі центрального залу. У центрі шляхових стін і над сходовим спуском вестибюля передбачені тематичні композиції, пов'язані з життям і діяльністю відомого українського поета і художника.
Станція з одним вестибюлем, суміщеним з підземним переходом на Межигірську вулицю. Наземний вестибюль відсутній.

## Пересадки
Відповідно з перспективним планом розвитку метрополітену, у майбутньому станція має стати частиною пересадкового вузла на станцію «Подільська» Подільсько-Вигурівської лінії. Проєктом передбачено спорудження двох пересадкових вузлів, обладнаних сходами, ескалаторами та ліфтами. Станція «Тараса Шевченка» підлягатиме реконструкції. Посередині та наприкінці платформи запроєктовані сходи та ліфти. Для зручності пасажирів система пересадки надасть змогу розподілити пасажиропотоки. Архітектурне оздоблення станції, що реконструюється, запроєктовано з мінімальними змінами в стилі інтер'єру. Заплановано застосувати такі ж самі типи мармуру та граніту, а також освітлення, що вже існують на станції.

## Цікавий факт
Станцію планувалося облицювати білим мармуром, однак на етапі будівництва його забракло.
|                        | Наша група займалася станцією ім. Шевченка. Ми задумали зробити її білою-білою, мов українська хата, а горішньою смугою біля колійної стіни пустити орнаментальний фриз із глазурованої яскравої кераміки. Там же, на торці, було задумане панно з портретом Тараса Шевченка, а в обидва боки від нього — розкриті сторінки книги — безліч — і з цих аркушів прориваються орнаментальні квіти. До того ж я хотів на цих сторінках сантиметровими літерами «написати» вірші Шевченка. Та оскільки такими речами займався ідеологічний відділ партії, то мені довелося дійти до інспектора компартії з питань образотворчого мистецтва на прізвище Янко. Я приніс йому портрет, розповів, як я все бачу. Й про вірші Шевченка розповів. «Це дуже добра ідея, — сказав він. — Але ви розумієте, треба доручити Інститутові літератури, щоб вони там дібрали ідеологічно витримані вірші Тараса». Ну, стало зрозуміло, що інститутові літератури знадобиться не менше, аніж рік на цю роботу. Тому ідея загинула в зародкові. А з цією гарною станцією-«хатою» сталося так. Архітектор замовляє білий мармур. Привозять кілька ящиків зразків — білий, трохи сіруватий з прожилками. Архітектор зітхнув, відтак кивнув. Гаразд, каже, не страшно, якщо буде трохи з прожилками. А коли привезли всю партію мармуру, то виявилось, що там і сірий, і темно-сірий, і, навіть, чорний. Коротше кажучи, не вийшло білої хати, а мені довелося терміново міняти кольорове вирішення й робити боковий фриз біленьким, та й сам портрет Шевченка — теж білим, а решту… … коли барельєф для станції був готовий, приймальна комісія обурилась: «А чому Шевченко такий молодий? Чому не мудрий дідусь?» І оголосили конкурс на нового Шевченка, аби він трохи старшим був. Та лише один скульптор Зноба спалахнув бажанням «зістарити» Тараса Шевченка. А був він на той час головою Київської організації Спілки художників. Але коли з'ясувалося, що грошей на новий барельєф у «Метропроекті» й «Метробуді» практично немає, руки й у Зноби опустилися. Так і залишився на станції молодий Шевченко… |
| — Олександр Міловзоров | |

## Пасажиропотік
| Рік                           | 2009 | 2011 | 2012 | 2013 | 2014 | 2015 | 2016 | 2017 | 2018 |
| ----------------------------- | ---- | ---- | ---- | ---- | ---- | ---- | ---- | ---- | ---- |
| Пасажиропотік, тис. осіб/добу | 15,5 | 16,5 | 16,6 | 16,6 | 15,0 | 14,5 | 14,8 | 15,1 | 15,5 |

## Галерея

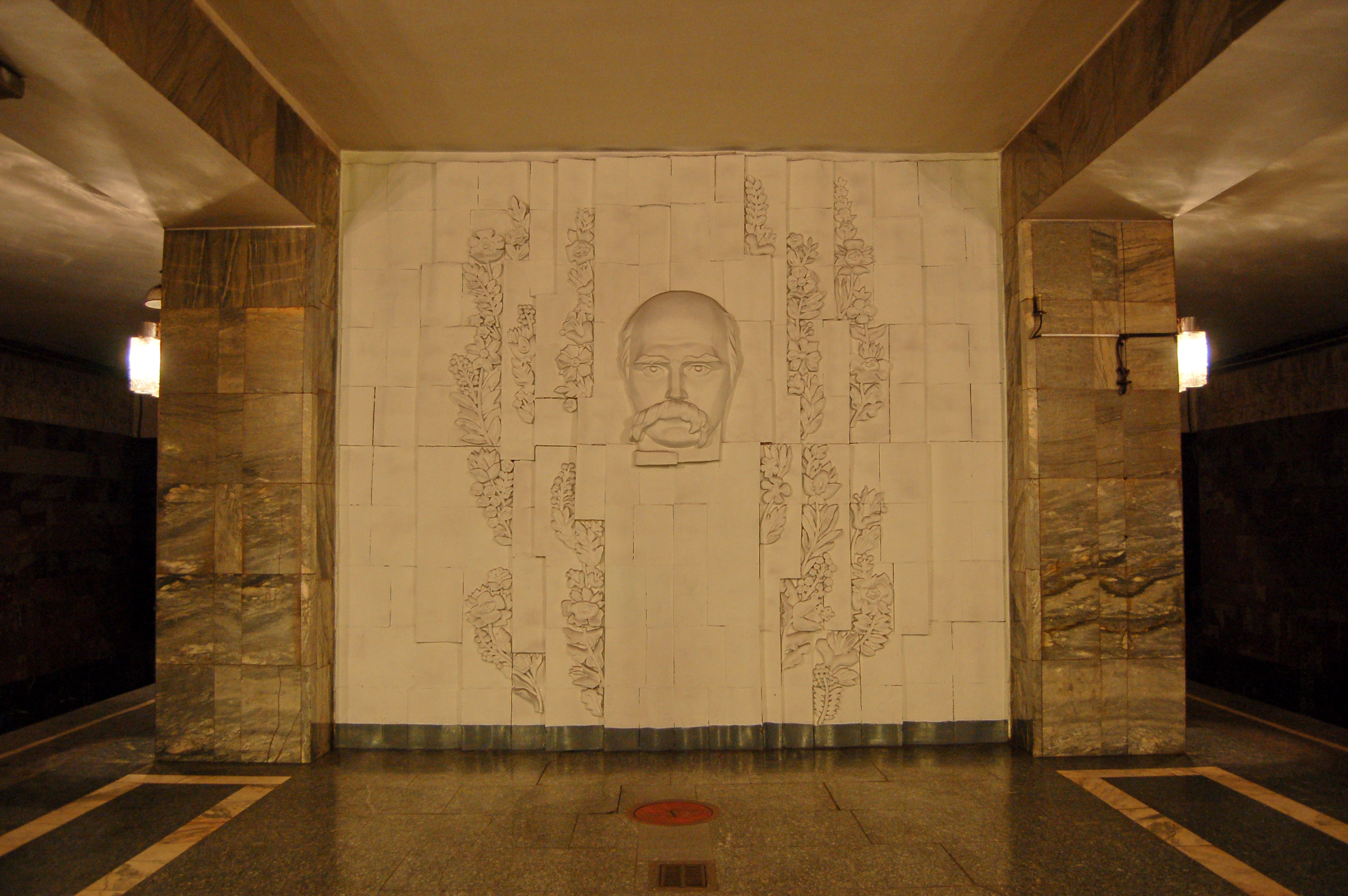
Барельєф у торці платформи
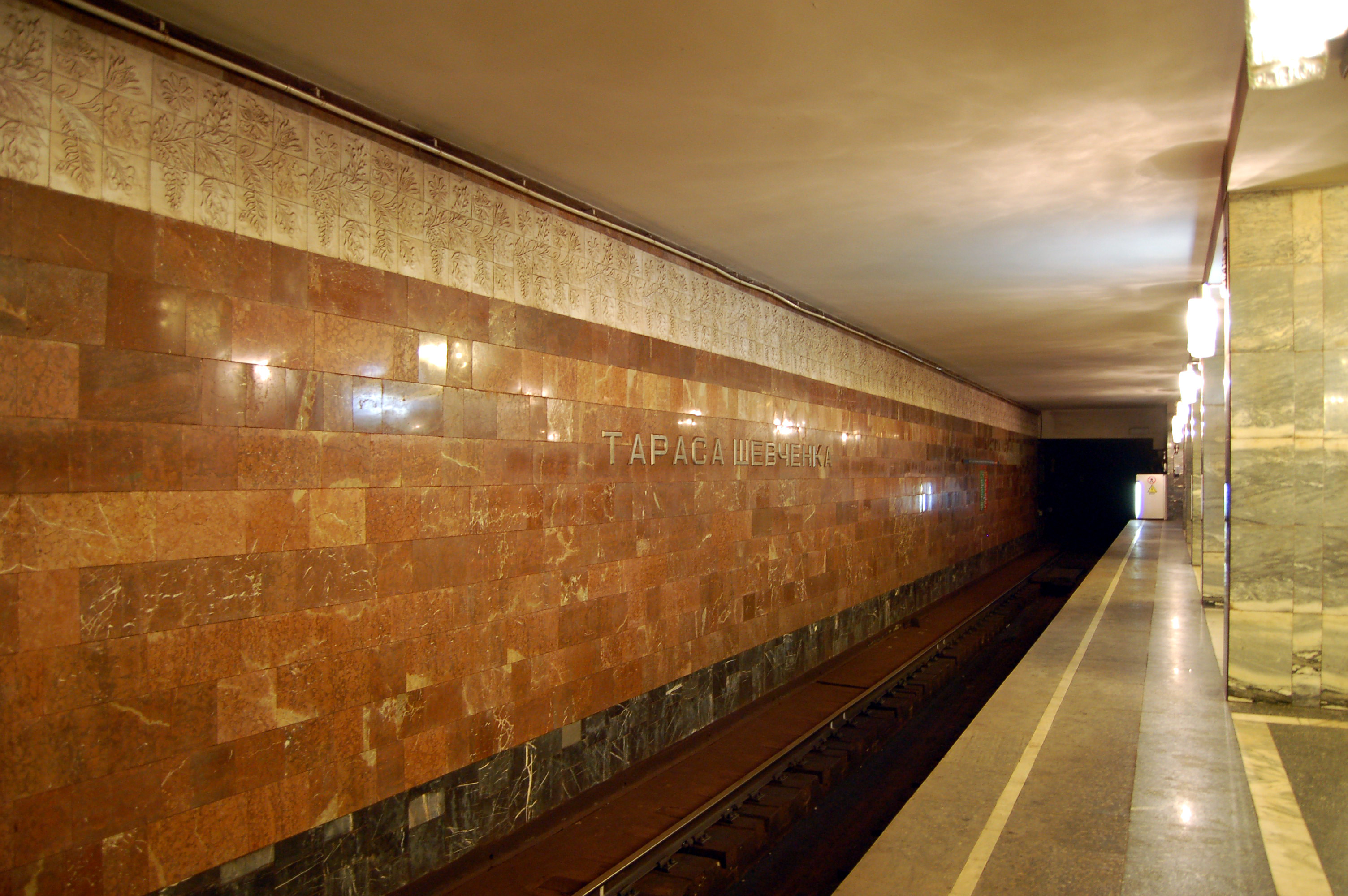
Назва станції на колійній стіні
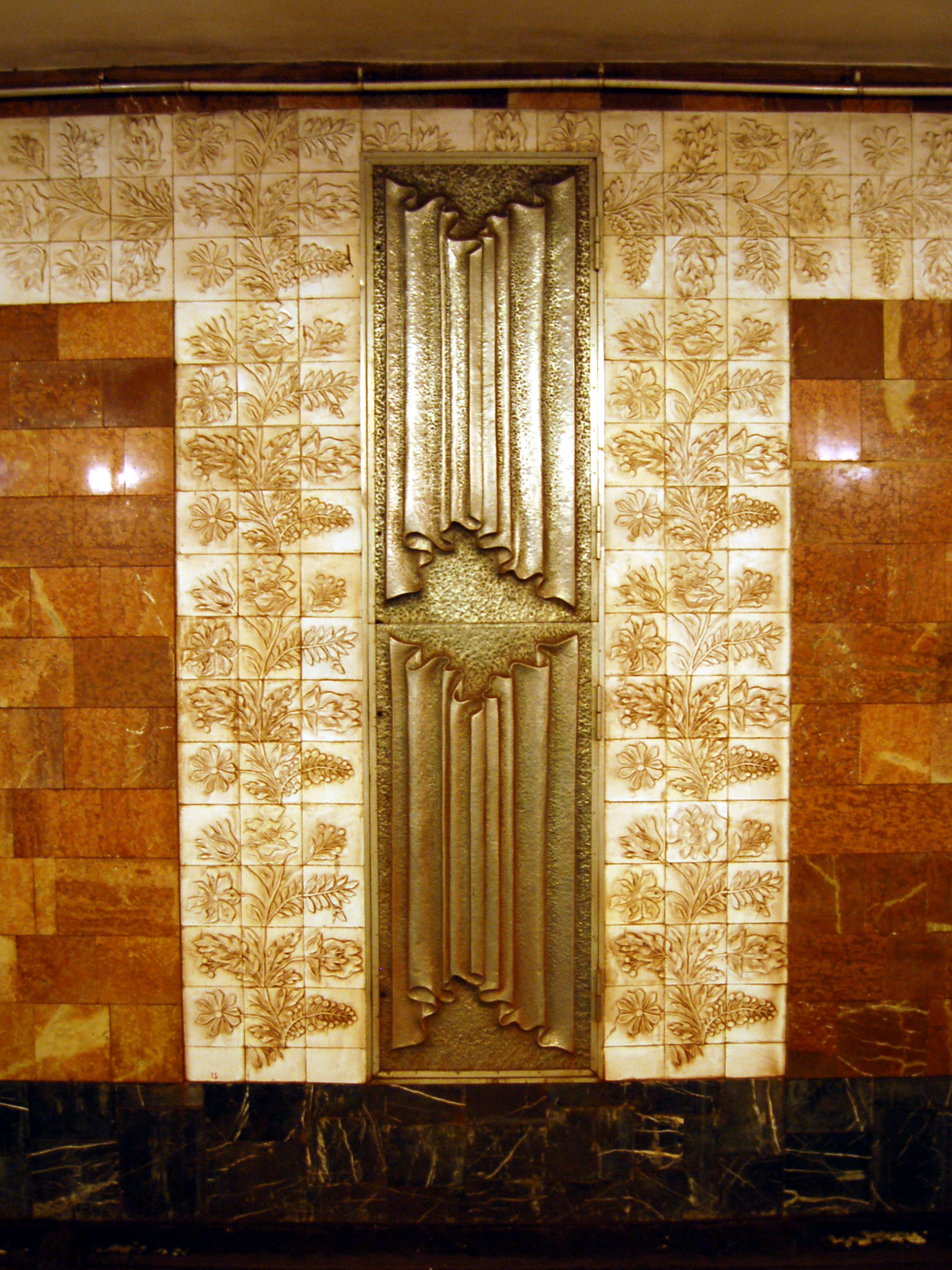
Дверцята кабель-каналів на колійній стіні
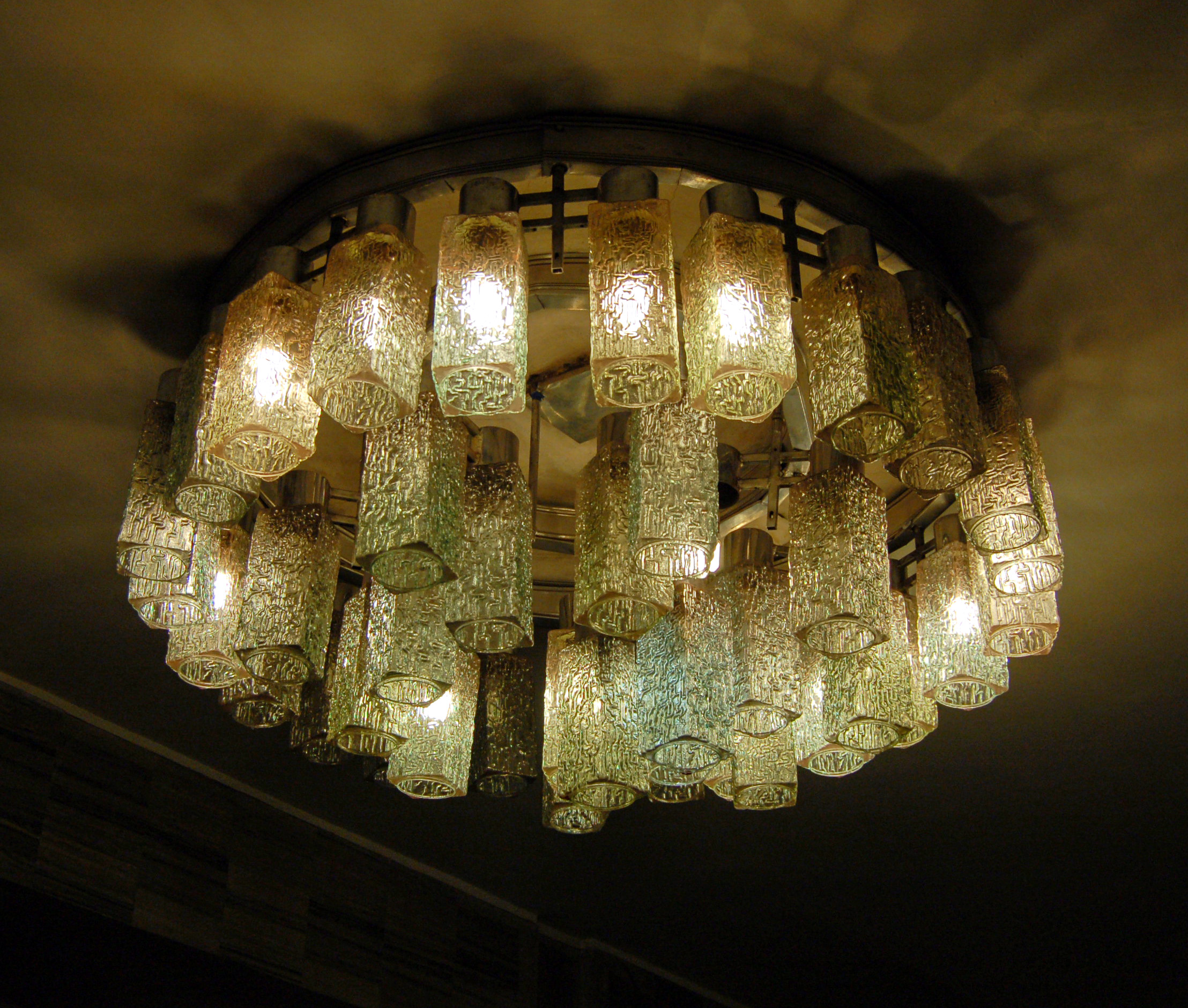
Світильник над платформою